# ARFU Asian Rugby Championship 1969
Die ARFU Asian Rugby Championship 1969 war ein Wettbewerb für asiatische Nationalmannschaften in der Sportart Rugby Union. Es handelte sich um die erste Ausgabe der vom Verband Asian Rugby Football Union (ARFU) organisierten Rugby-Union-Asienmeisterschaft. Beteiligt waren fünf Mannschaften, die vom 8. bis 16. März an einem Turnier in Tokio gegeneinander antraten. Den ersten Asienmeistertitel gewann Gastgeber Japan. Wegen starken Schneefalls wurden einige Spiele verschoben, das Spiel zwischen Südkorea und Thailand musste abgesagt werden.

## Tabelle
|    | Land     | Spiele | Siege | Unent. | Ndlg. | Spiel- punkte | Diff. | Tabellen- punkte |
| -- | -------- | ------ | ----- | ------ | ----- | ------------- | ----- | ---------------- |
| 1. | Japan    | 4      | 4     | 0      | 0     | 191:35        | + 156 | 8                |
| 2. | Hongkong | 4      | 3     | 0      | 1     | 89:27         | + 62  | 6                |
| 3. | Thailand | 3      | 1     | 0      | 2     | 22:122        | − 100 | 2                |
| 4. | Taiwan   | 4      | 1     | 0      | 3     | 23:112        | − 89  | 2                |
| 5. | Südkorea | 3      | 0     | 0      | 3     | 17:46         | − 29  | 0                |

## Ergebnisse
| 8. März 1969 | Südkorea | 9 : 15 | Taiwan | Prinz-Chichibu-Rugbystadion, Tokio |
| 8. März 1969 |          |        |        | Prinz-Chichibu-Rugbystadion, Tokio |

| 8. März 1969 | Japan A | 82 : 8 | Thailand | Prinz-Chichibu-Rugbystadion, Tokio |
| 8. März 1969 |         |        |          | Prinz-Chichibu-Rugbystadion, Tokio |

| 9. März 1969 | Hongkong | 22 : 24 | Japan | Prinz-Chichibu-Rugbystadion, Tokio |
| 9. März 1969 |          |         |       | Prinz-Chichibu-Rugbystadion, Tokio |

| 10. März 1969 | Taiwan | 0 : 27 | Hongkong | Prinz-Chichibu-Rugbystadion, Tokio |
| 10. März 1969 |        |        |          | Prinz-Chichibu-Rugbystadion, Tokio |

| 14. März 1969 | Südkorea | 3 : 8 | Hongkong | Prinz-Chichibu-Rugbystadion, Tokio |
| 14. März 1969 |          |       |          | Prinz-Chichibu-Rugbystadion, Tokio |

| 14. März 1969 | Taiwan | 8 : 14 | Thailand | Prinz-Chichibu-Rugbystadion, Tokio |
| 14. März 1969 |        |        |          | Prinz-Chichibu-Rugbystadion, Tokio |

| 15. März 1969 | Japan A | 62 : 0 | Taiwan | Prinz-Chichibu-Rugbystadion, Tokio |
| 15. März 1969 |         |        |        | Prinz-Chichibu-Rugbystadion, Tokio |

| 15. März 1969 | Südkorea | abgesagt | Thailand | Prinz-Chichibu-Rugbystadion, Tokio |
| 15. März 1969 |          |          |          | Prinz-Chichibu-Rugbystadion, Tokio |

| 16. März 1969 | Thailand | 0 : 32 | Hongkong | Prinz-Chichibu-Rugbystadion, Tokio |
| 16. März 1969 |          |        |          | Prinz-Chichibu-Rugbystadion, Tokio |

| 16. März 1969 | Südkorea | 5 : 23 | Japan A | Prinz-Chichibu-Rugbystadion, Tokio |
| 16. März 1969 |          |        |         | Prinz-Chichibu-Rugbystadion, Tokio |